# Mount Joy (Pennsylvanie)
Mount Joy est un borough situé au nord-ouest de la partie centrale du comté de Lancaster, en Pennsylvanie, aux États-Unis,. En 2010, il comptait une population de 7 410 habitants, estimée au 1er juillet 2020 à 8 663 habitants. Le borough est incorporé avant 1800.

## Démographie
Lors du recensement de 2010, le borough comptait une population de 7 410 habitants. Elle est estimée, en 2020, à 8 136 habitants.

### Source de la traduction
- (en) Cet article est partiellement ou en totalité issu de l’article de Wikipédia en anglais intitulé « Mount Joy, Pennsylvania » (voir la liste des auteurs).